# Amata negretina
Amata negretina là một loài bướm đêm thuộc phân họ Arctiinae, họ Erebidae.